# 博讷区
博讷区（法語：Arrondissement de Beaune）是法国勃艮第-弗朗什-孔泰大區科多尔省所辖的一个区。总面积2118平方公里，总人口110560，人口密度52人/平方公里（2017年）。主要城镇为博讷。

## 辖区
博讷区辖有223个市镇。